# Закон о гражданстве Азербайджана
Закон «О гражданстве Азербайджана» (азерб. “Azərbaycan Respublikasının vətəndaşlığı haqqında” Azərbaycan Respublikası Qanunu № 527-IQ) — закон, определяющий правовое содержание гражданства Азербайджана, основания и порядок его приобретения и прекращения, полномочия органов государственной власти, участвующих в решении вопросов гражданства, порядок обжалования решений по вопросам гражданства, действий или бездействия органов государственной власти, должностных и служебных лиц.
Закон состоит из 5 глав и 26 статей.

## Право на гражданство
В соответствии со статьей 52 Конституции АР каждое лицо, родившиеся на территории Азербайджана или одним из родителей которого является гражданин АР, является гражданином АР.

## История
Действующий закон о гражданстве Азербайджанской Республики был принят 30 сентября 1998 года. В закон были внесены поправки в 2005, 2008, 2014, 2015, 2017 и 2018 годах.
Положение о правилах рассмотрения вопросов гражданства Азербайджанской Республики утверждено указом Президента 30 августа 1999 года. В данное положение внесены поправки 2006, 2008, 2009, 2010, 2015, 2016 и 2017 года.